# 巴勃罗·利亚马斯·鲁伊斯
巴勃罗·利亚马斯·鲁伊斯（Pablo Llamas Ruiz，2002年10月13日—），西班牙男子网球运动员。

## 职业生涯
利亚马斯·鲁伊斯在2023年里昂公开赛上首次亮相ATP巡回赛正赛，并在第一轮战胜了马克斯·普塞尔赢得了他的第一场ATP比赛。但在第二轮直落两盘输给了头号种子费利克斯·奥热-阿利亚西姆。他在2023年西班牙卡斯蒂利亚-莱昂赢得了他的第一个挑战赛冠军。
2024年，他在蒙彼利埃获得参赛资格，并取得了他的第二场ATP胜利，也是第一次在硬地球场上战胜理查德·加斯凯。在第二轮输给了头号种子霍尔格·鲁内。他还获得了2024年埃什托里尔网球公开赛的参赛资格，他通过资格赛进入正赛，并击败了8号种子多米尼克·克普費爾和幸运落败者、西班牙同胞戴维·霍尔达·桑奇斯，进入了他职业生涯的第一个ATP巡回赛八强。

## 备注
1. 1 2  仅统计ATP巡回赛, 网球大满贯正赛和戴维斯杯、拉沃尔杯和奥运会